# Bengar Jampal Sangpo
Bengar Jampal Zangpo (tibétain : བན་སྒར་བ་འཇམ་དཔལ་བཟང་པོ, Wylie : ban sgar ba 'jam dpal bzang po 1427-1489) est un lama important de la lignée Karma-kagyu. 

## Biographie
Bengar Jampal Zangpo (1427-1489) est né à Damshung dans la famille de Nyemo Dzongpa, son père se nomme Wang Jawa et sa mère Chökyi Dolma. Un de ces ancêtres est  Chöje Drunpa, un enseignant du 1er karmapa. 
Son père lui a enseigné le dharma à un jeune âge. A 20 ans, son oncle Chöje Rongton lui a enseigné le Sutrayana et le Vajrayana. Il reçoit ses vœux de moine du mahasiddha Samten Zangpo qui lui donne le nom de Bengar Jampa Zangpo. Il reçoit des enseignements de la lignée Shije (Zhije tibétain : ཞི་བྱེད, Wylie : zhi byed) de Lha Purba et ceux de la lignée Kagyü du mahamoudra et des Six yogas de Nāropa du 6e karmapa, son lama racine.
Il est crédité pour avoir écrit « La courte prière de la lignée Dorje Chang », récitée dans tous les monastères Kagyü. Selon Thrangu Rinpoché « Parce qu'elle est si importante, Chögyam Trungpa Rinpoché l'a traduite en anglais par « La Supplication au Tagpo Kagyü » afin que les élèves puissent la réciter dans le cadre de leur pratique quotidienne. ».
Selon Thrangu Rinpoché : « Bengar Jampäl Zangpo a fait une retraite sur l'île de Tsenmodo dans le lac Namtso pendant dix-huit ans et n'a eu aucun problème. Certains disent que ce n'était pas difficile pour lui parce que la divinité Nangchen Thaklha l'a nourri ; d'autres disent qu'il vivait de la nourriture de la méditation. À la fin de cette période, sur la base de ses réalisations de la pratique sur la petite île, il composa le 'rDo-rje-'Chang-Thung-ma .  Au niveau ordinaire, on dit que c'est une prière très spéciale, car elle est le résultat de dix-huit années d'expérience. En termes de Dharma, on dit qu'il a une grande bénédiction, car c'est une prière résultant de dix-huit ans de méditation sincère et profonde. ».
Alors qu'il résidait au monastère de Karma Gon, construit par le 1er karmapa, il eut l’intuition de la mort du 6e karmapa ainsi que le lieu et les noms des parents de la prochaine incarnation du karmapa.
Le 7e karmapa âgé de 12 ans s’est rendu au monastère de Karma Gon, où Bengar Jampäl Zangpo devint son lama racine et lui transmis les enseignements Kagyü et lui conféra ses vœux de moine.  Paljor Dondrup, le 1er Gyaltsab Rinpoché est également son disciple.
Bengar Jampäl Zangpo est mort au sud du Tibet à 62 ans.